# Los Ríos
Los Ríos é uma província do Equador localizada na região geográfica de Costa. Sua capital é a cidade de Babahoyo . Seu nome deriva da ampla rede hidrográfica que corta seu território.
Los Ríos é a principal zona agrícola do país devido a suas terras férteis.

## Cantões
A província se divide em 13 cantões (capitais entre parênteses):
1. Baba (Baba)
2. Babahoyo (Babahoyo)
3. Buena Fé (San Jacinto de Buena Fé)
4. Mocache (Mocache)
5. Montalvo (Montalvo)
6. Palenque (Palenque)
7. Pueblo Viejo (Puebloviejo)
8. Quevedo (Quevedo)
9. Quinsaloma (Quinsaloma)
10. Urdaneta (Catarama)
11. Valencia (Valencia)
12. Ventanas (Ventanas)
13. Vinces (Vinces)